# Alfasigma
Alfasigma è una società farmaceutica multinazionale italiana con sede a Bologna nata il 1º agosto 2017 dalla fusione per incorporazione di Alfa Wassermann S.p.A. della famiglia Golinelli, Biofutura Pharma S.p.A. e Sigma-Tau Industrie Farmaceutiche Riunite S.p.A. della famiglia Cavazza. I suoi impianti produttivi si trovano ad Alanno (Pescara), Pomezia (Roma) e Sermoneta (Latina).

## Storia
Attiva in 18 paesi tra cui USA, Cina, Russia e diversi paesi europei, con sede legale a Milano e la direzione generale a Bologna, ha tra le principali aree terapeutiche quelle di attività ortopedia, remautologia, cardio-metabolica, diabetologia, gastroenterologia, vascolare e ginecologica.
Nasce ufficialmente il 1º agosto 2017, dopo il progetto del 2015, dalla fusione tra la Alfa Wassermann, fondata a Bologna nel 1948 da Marino Golinelli (comprendeva 11 consociate con 1370 dipendenti di cui 670 in Italia e con un fatturato consolidato 2014 di 408 milioni di euro) e la Sigma-Tau, fondata a Roma nel 1957 da Claudio Cavazza (e da lui presieduta sino al 2011, anno della sua scomparsa) con 1140 dipendenti e un fatturato di 491 milioni.
Il 75% di Alfasigma appartiene alla famiglia Golinelli, il 20% alla Cavazza, il 5% ad una joint venture Intesa Sanpaolo-Neuberger Berman.
Gli stabilimenti si trovano ad Alanno (Pescara), Pomezia (Roma) e Sermoneta (Latina), le spese per la Ricerca e Sviluppo sono tra l'8-10% dei ricavi. In seguito alla fusione, si è subito parlato di esuberi: inizialmente 456, ridotti nel novembre 2017 a 300. Riguardano le sedi di Milano, Pomezia, Alanno e Bologna.
Nel 2017 l'azienda ha acquisito la Pamlab, società di medical food per la psichiatria e le malattie metaboliche, situata a Covington (Louisiana) con 300 dipendenti e un giro d'affari di cento milioni di dollari. La Pamlab ha preso il nome di Alfasigma Usa.